# Сормовский проезд
Со́рмовский прое́зд — улица в районе Выхино-Жулебино Юго-Восточного административного округа между улицей Академика Скрябина и Сормовской улицей. Параллельна Ферганской улице и Волгоградскому проспекту.

## Происхождение названия
Названа в 1985 году по Сормовской улице, к которой примыкает.

## Здания и сооружения
На улице расположены только промышленные предприятия.
По нечётной стороне:
- № 1/15 — Пожарная часть № 62
- № 9 — АЗС ОАО «МТК»
- № 11/7 — "Торговый Дом Кузьминки, «Телеком Финанс», «Ассоциация Предприятий Мебельной и Деревообрабатывающей Промышленности России», ресторан «А Ля Фуршет», офис ООО «ФРИОН» магазины: «Миассмебель», «Русский Матрац», «Брандо-99», «Трансформмебель»
- № 13, корп. 2 — Управление внутренних дел по Юго-Восточному административному округу ГУ МВД России по городу Москве
- За владением № 17 находится Кузьминское кладбище.

По чётной стороне:
- владение № 6 — «Карбюратор-Сервис» и гаражи.

## Транспорт
- Автобус № 491.
- Станция метро «Юго-Восточная».